# The Aztec Sacrifice
The Aztec Sacrifice è un cortometraggio muto del 1910 diretto da Sidney Olcott.

## Trama

### Scene
- Prima scena: L'arrivo di Cortez viene interpretato da Montezuma come l'arrivo del dio Sole. Il grande sacerdote chiede il sacrificio di Meluma.
- Seconda scena: Il grande sacerdote ha una visione nella camera sacra. Meluma è condannato.
- Terza scena: Il volo di Meluma.
- Quarta scena: Ilzipitl esce fuori dalle mura per spiare gli invasori.
- Quinta scena: Cortez e i suoi uomini. La lotta di De Barbazon contro il capo azteco.
- Sesta scena: Il sacrificio. De Barbazon alla riscossa.[1]

## Produzione
Il film fu prodotto dalla Kalem Company.

## Distribuzione
Distribuito dalla Kalem Company, il film - un cortometraggio di una bobina - uscì nelle sale cinematografiche USA il 18 maggio 1910.